# Pet Needs
Pet Needs ist eine englische Punk-Band aus Colchester.

## Geschichte
Die Band wurde im Jahre 2016 von den Brüdern Johnny und George Marriott (Gesang bzw. E-Gitarre) gegründet. Komplettiert wurde die Besetzung vom Bassisten Rich Gutierrez und dem Schlagzeuger Jack Lock. Ein Jahr später veröffentlichte die Band ihre ersten zwei EPs As Kites Fly by Pylons und Everything But Your Balance. Während des Camden Rocks Festivals in London lernte die Band den Sänger Frank Turner kennen, der kurz zuvor nach Colchester gezogen war. Turner mischte und masterte das am 12. März 2021 über Xtra Mile Recordings veröffentlichte Debütalbum Fractured Party Music. Am 9. September 2022 folgte das zweite Album Primetime Entertainment, welches von Frank Turner produziert wurde. Die Band spielte zahlreiche Konzerte im Vorprogramm von Frank Turner, The Hives, Maxïmo Park, The Undertones, Flogging Molly und The Bouncing Souls. Im Jahre 2023 verließ der Bassist Rich Gutierrez die Band und wurde durch Ryan Sharman ersetzt. In dieser Besetzung wurde das dritte Studioalbum Intermittent Fast Living aufgenommen, welches von George Perks produziert wurde und am 16. Februar 2024 erschien. Das Album erreichte Platz 17 der britischen Albumcharts.

## Stil
Pet Needs nennen Bands wie PUP, Against Me!, Green Day, The Hives, The Bouncing Souls, The Streets, Jamie T, Art Brut, La Dispute, Idles, Self Esteem und Yard Act als Einflüsse. Frederik Tebbe vom deutschen Magazin Visions beschrieb die Musik von Pet Needs als „melodischen, poppigen und doch cleveren wie hakenschlagenden Punkrock mit so viel Sturm und Drang und Power, dass sie andere Bands im sechsten Gang rechts überholen“.

## Diskografie

### Studioalben
| Jahr | Titel Musiklabel                              | Höchstplatzierung, Gesamtwochen, AuszeichnungChartsChartplatzierungen (Jahr, Titel, Musiklabel, Platzierungen, Wochen, Auszeichnungen, Anmerkungen) | Anmerkungen                             |
| Jahr | Titel Musiklabel                              | UK | Anmerkungen                             |
| ---- | --------------------------------------------- | --- | --------------------------------------- |
| 2021 | Fractured Party Music Xtra Mile Recordings    | — | Erstveröffentlichung: 12. März 2021     |
| 2022 | Primetime Entertainment Xtra Mile Recordings  | — | Erstveröffentlichung: 9. September 2022 |
| 2024 | Intermittent Fast Living Xtra Mile Recordings | UK17 (1 Wo.)UK | Erstveröffentlichung: 16. Februar 2024  |

### EPs
- 2017: As Kites Fly by Pylons
- 2017: Everything But Your Balance
- 2022: The Fractured Party, Volume 1

### Musikvideos
- 2019: How to Perfectly Pretend
- 2020: Pavlovian
- 2021: Tracey Emin’s Bed
- 2021: Toothpaste
- 2021: Kayak
- 2021: Overcompensating
- 2022: Punk Isn’t Dead (It’s Just Up for Sale)
- 2022: Get on the Roof
- 2022: Fear for the Whole Damn World
- 2022: Lost Again
- 2023: Ibiza in Winter
- 2023: The Argument (feat. Bridget)
- 2023: Seperation Anxiety
- 2024: Sleep When I’m Dead